# Eurhopalothrix omnivaga
Eurhopalothrix omnivaga é uma espécie de formiga do gênero Eurhopalothrix, pertencente à subfamília Myrmicinae.